# أندري بونيدلنيك
أندري بونيدلنيك (بالأوكرانية: Понєдєльнік Андрій Валерійович)‏ هو لاعب كرة قدم أوكراني في مركز الدفاع، ولد في 28 فبراير 1997 في Kamin-Kashyrskyi ‏ في أوكرانيا. لعب مع نادي بوكوفينا تشيرنوفتسي ‏.

## وصلات خارجية
- أندري بونيدلنيك على موقع اتحاد أوكرانيا (الإنجليزية)
- أندري بونيدلنيك على موقع قاعدة بيانات كرة القدم.إي يو (الإنجليزية)
- أندري بونيدلنيك على موقع Soccerway.com (الإنجليزية)